# Rittergut Eisbergen

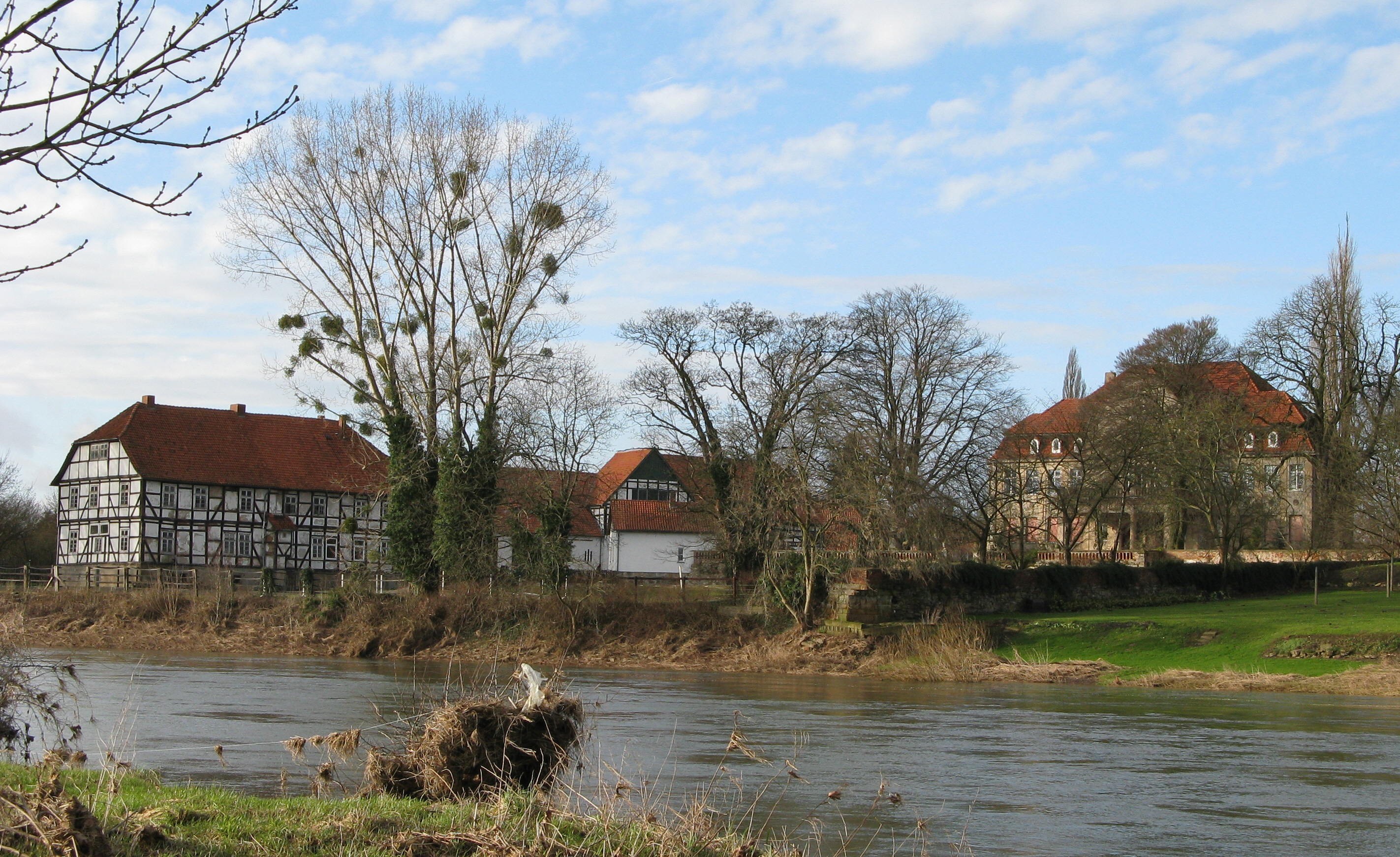
Rittergut Eisbergen von anderer Weserseite aus

Das Rittergut Eisbergen ist ein ostwestfälisches Herrenhaus und liegt südlich des Wesergebirges am rechten Weserufer in der Ortschaft Eisbergen der Stadt Porta Westfalica im Kreis Minden-Lübbecke.

## Geschichte

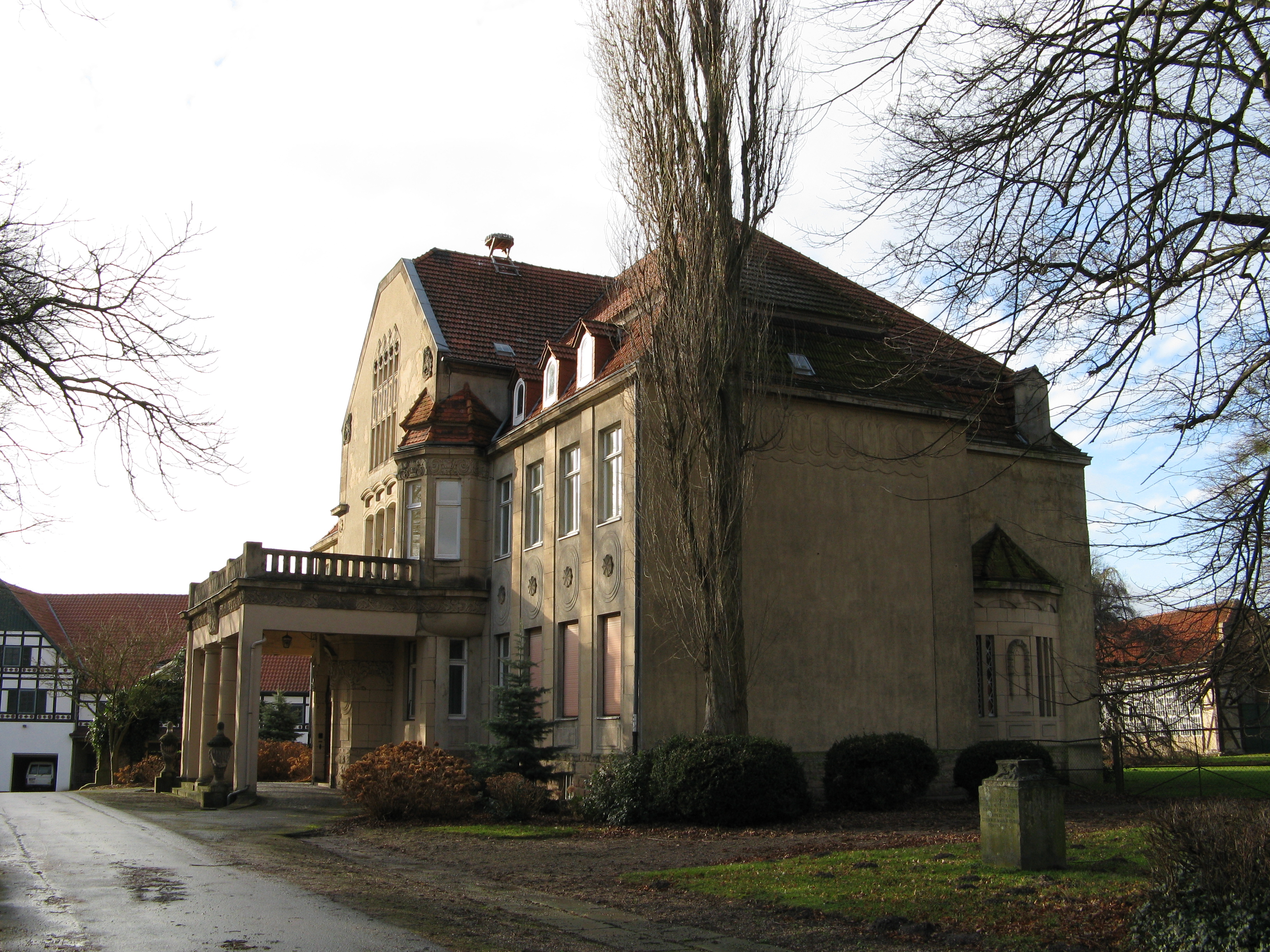
Haupthaus

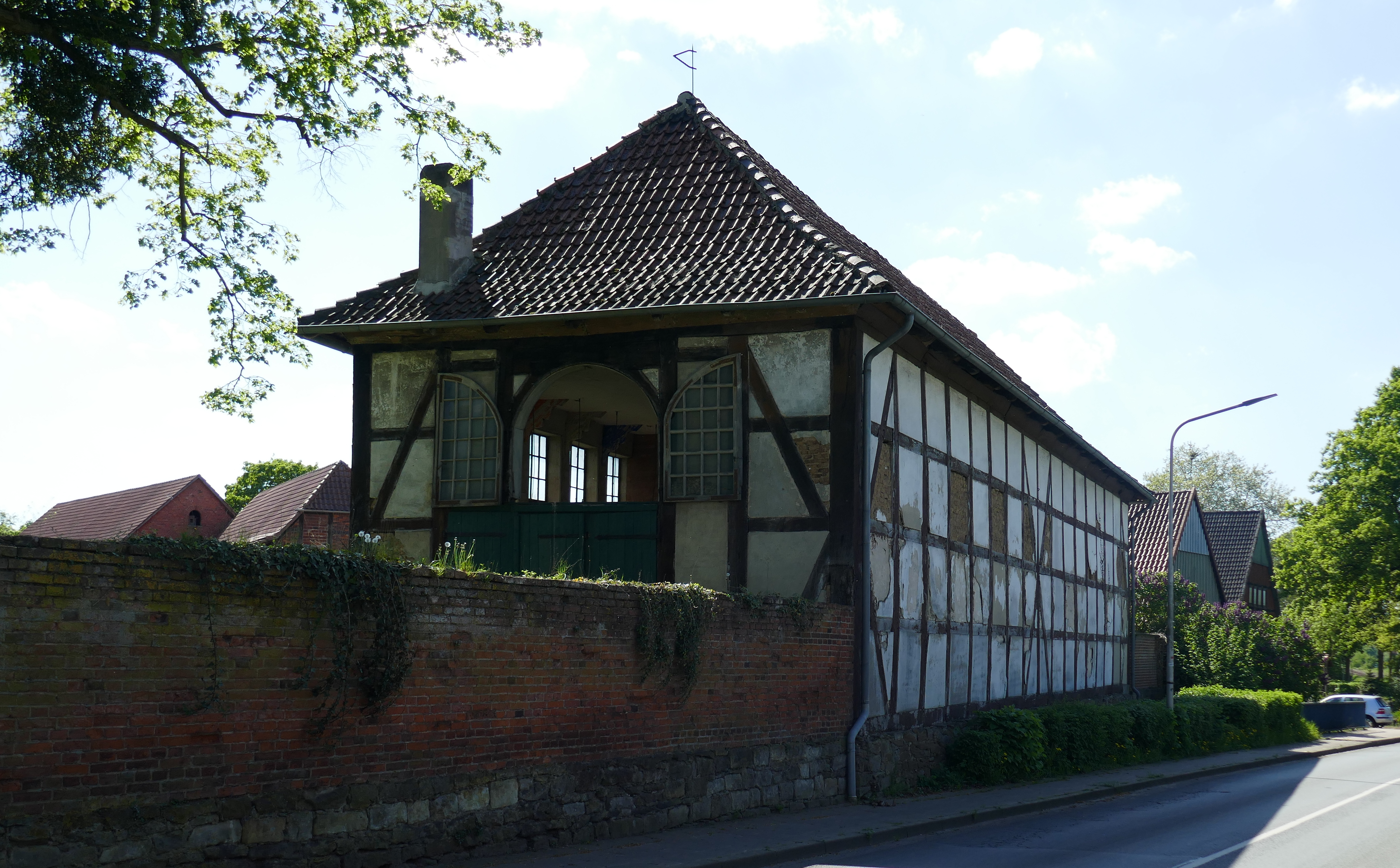
Orangerie

Erstmals genannt wurde das Rittergut im Jahre 1396. Eigentümer war damals Florecke von Zerssen. Einer der zahlreichen Eigentümer aus dem Hause von Zerssen war Heinrich Julius von Zerssen. Anfang des 18. Jahrhunderts war das Rittergut Gegenstand von Erbstreitigkeiten zwischen den Familien von Zerssen und von Leuchtmar. Dieser Rechtsstreit zog sich über zwanzig Jahre hin und beschäftigte Gerichte bis hin zum Reichskammergericht.
Der Stiftshauptmann von Quedlinburg, der Geheimrat Paulus Andreas Freiherr von Schellersheim, kaufte 1747 das Gut. Es diente ihm und seiner Gattin Benedikte Luise von Hammerstein als Altersruhesitz. Als Stiftshauptmann untersagte er auf Antrag anderer Ärzte den Quedlinburger Bürgern, sich von Dorothea Christiane Erxleben ärztlich behandeln zu lassen. Er forderte Erxleben auf, ihr Examen innerhalb einer Frist von drei Monaten abzulegen. Erxleben trat am 6. Mai 1754 zum Promotionsexamen an und war die erste und für eineinhalb Jahrhunderte auch die einzige Ärztin, die in Deutschland promovieren und ihren Beruf offiziell ausüben durfte.
Ein Nachkomme Paulus Andreas Diomed Carl Georg von Schellersheim (* 13. März 1855) heiratete am 7. Juni 1881 die Marie Elisabeth von der Goltz (* 4. September 1859; † 6. Mai 1883), Tochter des Eduard Kuno von der Goltz, der daraufhin ebenfalls nach Eisbergen zog.

## Gebäude
Die Gutsanlage wurde ab 1747 vollständig umgestaltet. Ein Wohn- und Wirtschaftsgebäude sowie die Orangerie stammen aus dieser Zeit. Das Herrenhaus wurde 1912 nach dem Brand des Vorgängerbaus als repräsentativer Sandsteinbau neu errichtet. Zwei barocke Frauenskulpturen, die vor dem Herrenhaus stehen, sind aus dem Jahr 1783. Ebenfalls erhalten ist eine Vase auf Sockel aus der gleichen Zeit.

## Heutige Nutzung
Bis heute ist das rund 3 ha große Rittergut im Besitz der Familie von Schellersheim. Es ist nicht öffentlich zugänglich. Das Gut wird vorwiegend als Reitsportanlage und für Wohnzwecke genutzt.

## Sonstiges
Zum Gut gehört das Naturschutzgebiet Appenhäuser Bruch nördlich von Eisbergen.
Das Erbbegräbnis der Familie v. Schellersheim liegt am Westrand des Parkes von Gut Oheimb in Holzhausen.